# 酒井亜樹
酒井 亜樹（さかい あき、2001年9月19日 - ）は、女子競輪選手、自転車競技選手。日本競輪選手会大阪支部所属、ホームバンクは岸和田競輪場。師匠はいない。日本競輪選手養成所（以下、養成所）第128期生。2023年よりチーム楽天Kドリームス所属。

## 来歴
大阪府岸和田市出身。実兄は競輪選手の酒井拳蔵（109期）、義姉（拳蔵の妻）は同じくガールズケイリン選手の土屋珠里（110期）。
10歳の時、自転車競技大会に出場する兄・拳蔵を応援するため岸和田競輪場を訪れた際にBMX競技に出会い興味を持ち、自身もBMXを始める。岸和田市立産業高等学校3年生であった2019年7月、安芸高田市で行われた第36回全日本BMX選手権大会で優勝。
桃山学院教育大学へ進学後、トラック競技に転向。4年生であった2023年よりナショナルチーム入り。同年6月にマレーシア・ニライで行われたアジア自転車競技選手権大会（英語版）にて、500mタイムトライアル決勝で34秒273の日本新記録で銅メダルを獲得、さらに太田りゆ、梅川風子、佐藤水菜とともに臨んだチームスプリントでは銀メダルを獲得。ほか、250mタイムトライアルレースで19行137秒の最速ラップを記録。さらに同年の全日本選手権では、佐藤水菜、太田りゆとともに750mチームスプリントレースのベストタイムの記録を樹立。
2024年1月、養成所第128回選手候補生入所試験に技能試験で合格。
養成所在所中は、女子では小林優香以来となる3回連続でゴールデンキャップを獲得（複数回獲得は女子では5人目）。女子初の早期卒業を狙ったものの、第2回記録会までで早期卒業基準タイムをクリアできなかった。だが、第3回記録会では500mタイムトライアルで養成所新記録となる35秒93を叩き出す。さらに卒業間近の2025年2月21日、マレーシア・ニライで行われたアジア自転車競技選手権大会（英語版）にて、佐藤水菜・仲澤春香とともにチームスプリントの第1走者として出場、銅メダルを獲得した。卒業記念レースでは決勝戦ではゴール前で追い込んだものの微差で2着。ただ、女子としては史上初となる、訓練競走と卒業記念レース3レースとで全56戦で着外0を達成、在所成績1位で養成所を卒業した。
2025年5月9日、別府FII（競輪ルーキーシリーズ）でデビューし、デビュー戦で初勝利。同開催では3連勝し初優勝（完全優勝）。ルーキーシリーズはほかいわき平FIIも完全優勝。さらに本格デビュー場所となった7月7日の地元・岸和田FIIでも完全優勝し9連勝とした。ただ、次戦の静岡FIIでは初日は勝利するも2日目に2着となり、デビューからの連勝は10でストップした。

## 自転車競技での戦績
2023年
- アジア自転車競技選手権大会（英語版）
  - チームスプリント - 銀メダル
  - 500mタイムトライアル - 銅メダル

2025年
- アジア自転車競技選手権大会（英語版）
  - チームスプリント - 銅メダル